# ナサニエル・バグショー・ウォード

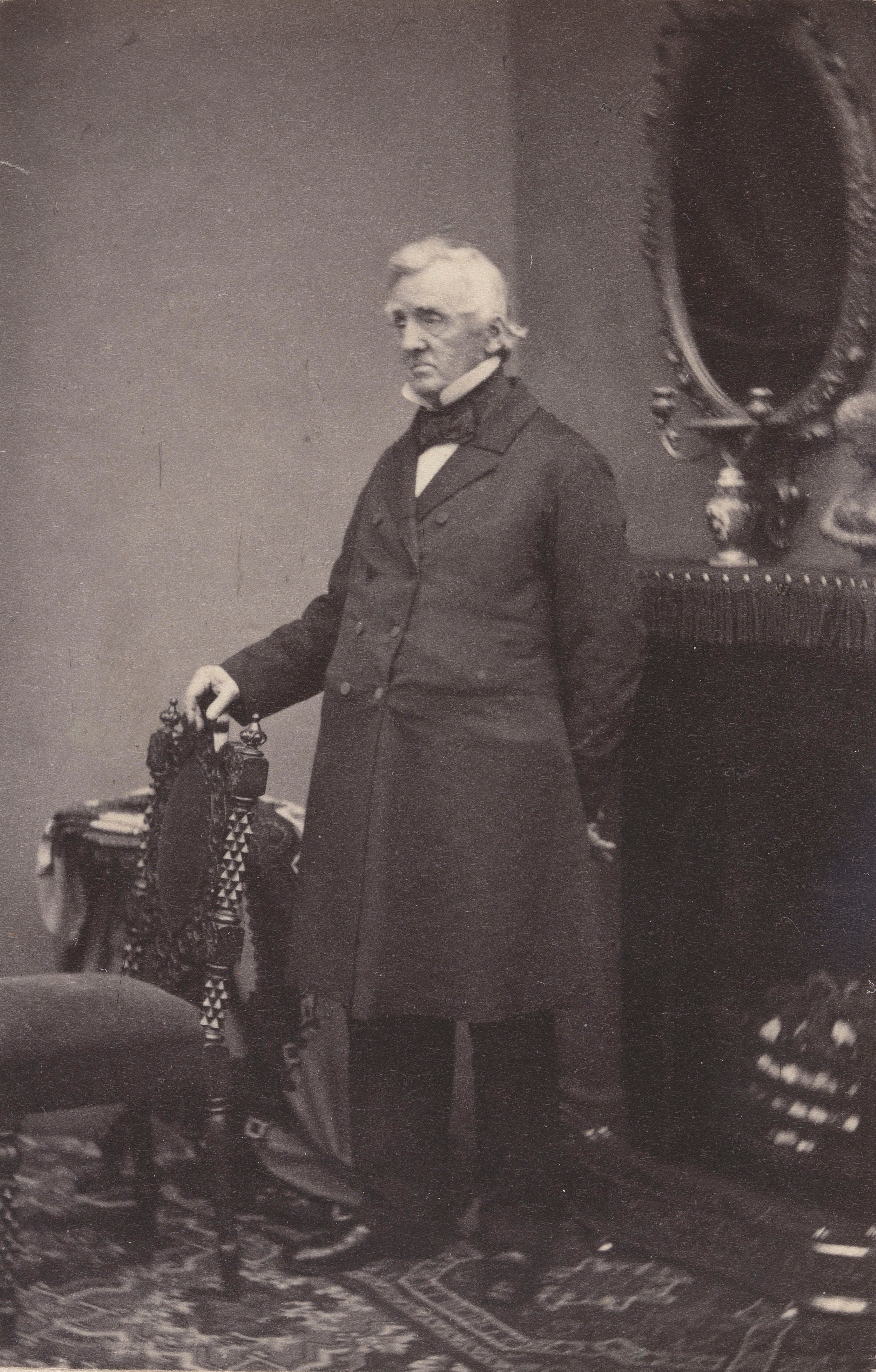
ナサニエル・バグショー・ウォード

ナサニエル・バグショー・ウォード（Nathaniel Bagshaw Ward、1791年 - 1868年）は、「ウォードの箱」と呼ばれる植物の栽培と輸送のケースを広めたイギリスの医師。

## 経歴
ロンドンの医師スティーブン・スミス・ウォードのもとに生まれた。彼の初期と家族生活についてはほとんど知られていないが、13歳でジャマイカに送られ、そこで植物に興味を持った可能性がある。ロンドンのイーストエンドの貧しい地域で医学を実践し、余暇やケント州コバムでの休暇中に植物学と昆虫学に興味を持った。タイトラー・ウィトル（Tytler Whittle）は、著書『The Plant Hunters』で、彼が住んでいた地域について次のように説明した。
知られているのは、彼が住んでいたドックランドの一部であるウェルクローズ・スクエアは、シャーロック・ホームズのような場所だったということだ。必ずしもハンセン病、忌まわしい兵士、邪悪な中国人を生み出しているわけではないが、それでもなおそのような印象を与えている。そして、ホームズとワトソンが同時代のナサニエル・ウォード博士に精通していたら、彼らは間違いなく彼の科学的な観察と推論の方法を賞賛していただろう。
1814年にロンドンの王立外科医大学の会員資格を取得し、その後1852年にリンネ協会の会員になった。
彼の4人の息子、スティーブン（1819年生まれ）、ナサニエル（1821年生まれ）、ジョン（1824年生まれ）、リチャード（1831年生まれ）は、全員医師と外科医の資格を取得している。取得後のスティーブンとナサニエルは、家族のイーストエンドの開業所で父親と一緒にアシスタントとして働いていた。ジョンは、クリミア戦争の間に優秀に勤め、末の息子リチャードが中部ロンドンで彼自身の開業している助外科医として、1846年に英国海軍に加わった。

## ウォードとウォードの箱
1829年に密閉されたガラス容器の影響に最初に発見した。彼はボトルの底の湿った土壌にスズメガ科の蛹を置き、蓋で覆った。一週間後、彼はシダと草の苗が土から発芽したことに気づいた。彼は興味をそそられ、蒸発した水分が日中にボトルの壁に凝縮し、一定の湿度を維持しながら夕方に向かって土壌に流れ落ちるのを見た。
蝶を飼育し植物を育てるために使用したガラスケースは、英国の植民地に植物を導入するために広く使用されていた。ガラスケース内の植物に関する彼の最初の実験は1830年に始まった。1833年にジョージ・ロッディジーズはオーストラリアから植物を出荷するためにウォードの箱を使用し、「以前は航海中に輸入した20個の植物のうち19個を失ったが、20のうちの19は、今では生き残ったものの平均だ」と述べた。ロッディジーズは園芸協会の副会長であり、ウォードの箱が人気を博した。彼はウォードの箱の原則に基づいてクラパムの庭に温室を作ろうとした。しかしこれは『ガーデナーズクロニクル』のジョン・リンドリーによって批判された。彼は「それが毎日開閉されるとき、一般的な温室同様に『ウォードの箱』と名前に対する権利がない」と書いた。リンドリーはまた、ウォードには過度の虚栄心があり、「2人目のニュートンとして認識される」ことを望んでいると書いた。
1854年にチェルシー薬草園で植物を維持するための方法の発見について王立協会にむけ講義した。彼はまた、顕微鏡学に取り組み、理事会のメンバーとしてチェルシー薬草園の開発を支援しました。1852年に王立学会のフェローに選出された。
ナサニエル・バグショー・ウォードはサセックスのセントレオナルズで亡くなり、ウェストノーウッド墓地の人目のつかない墓に埋葬された。